# Herbert James Hagerman

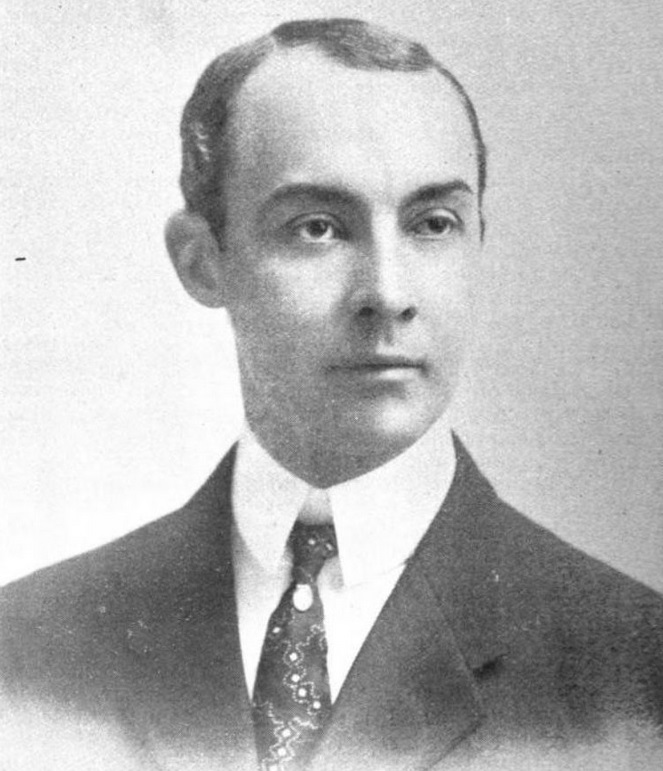
Herbert James Hagerman

Herbert James Hagerman (* 15. Dezember 1871 in Milwaukee, Wisconsin; † 28. Januar 1935 in Santa Fe, New Mexico) war ein US-amerikanischer Politiker und von 1906 bis 1907 Gouverneur des New-Mexico-Territoriums.

## Frühe Jahre
Hagerman besuchte zunächst öffentliche und private Schulen seiner Heimat in Wisconsin. Danach setzte er seine Ausbildung auch in anderen Gegenden der USA fort. So besuchte er beispielsweise das Colorado College und die Cornell University. Nach einem Jurastudium wurde er im Jahr 1895 in Colorado als Rechtsanwalt zugelassen.

## Politische Laufbahn
Zwischen 1898 und 1901 war Hagerman bei der amerikanischen Botschaft in Sankt Petersburg in Russland angestellt. Im Jahr 1901 ließ er sich bei Roswell als Viehzüchter nieder und im Jahr 1906 wurde er zum neuen Territorialgouverneur von New Mexico ernannt. Dieses Amt übte er nur bis 1907 aus. In dieser Zeit konnte er keine großen politischen Akzente setzen. Nach seiner Gouverneurszeit widmete er sich wieder seinen privaten Interessen. Er starb im Januar 1935 in Santa Fe.